# Xian de Dongguang
Le xian de Dongguang (东光县 ; pinyin : Dōngguāng Xiàn) est un district administratif de la province du Hebei en Chine. Il est placé sous la juridiction de la ville-préfecture de Cangzhou.

## Démographie
La population du district était de 345 296 habitants en 1999.